# Down in the Groove
Down in the Groove – 25. album studyjny Boba Dylana, nagrany pomiędzy sierpniem 1986 a majem 1987 r. i wydany w maju 1988 r.

## Historia i charakter albumu
Dylan musiał skomponować muzykę do filmu Hearts of Fire (umowa z końca lata 1986 r. zobowiązywała go do sześciu piosenek; miał także zagrać w nim rolę). Na konferencji prasowej przed przystąpieniem do jego realizacji przyznał, że jeszcze tych piosenek nie napisał. Gdy film się ukazał 9 października 1987 r., okazało się, że na filmie jest pięć jego utworów, z czego "When the Night Comes Falling from the Sky" pochodził z albumu Empire Burlesque, dwa "The Usual" i "A Couple More Years" były autorstwa Johna Hiatta (pierwszy) i Shela Silversteina (drugi), a dwa pozostałe "Night after Night" i "Had a Dream About You Baby" były nowymi kompozycjami Dylana.
Dylan wyjawił Dave’owi Alvinowi (muzykowi z sesji trzeciej, z której zresztą żaden utwór nie ukazał się na albumie) Pracuję nad drugą częścią "Self Portrait".
Z wyboru utworów i z wypowiedzi artysty wynika, że chciał nagrać album utworów, których słuchał jako dziecko w Hibbing, a więc między innymi, także piosenek Sinatry i Crosby’ego, sentymentalnych ballad i rhythm and bluesa.
Pierwotny obszerny plan uległ jednak w realizacji poważnemu ograniczeniu. Na przykład zniknęły wszystkie utwory nagrane z muzykami w Los Angeles (z Grateful Dead i innymi). Na początku maja Dylan wyjechał do Memphis, gdzie nagrywał z Ringo Starrem, potem na początku czerwca poleciał do San Francisco na próby przed zbliżającym się jego tournée z Grateful Dead. Oficjalny tekściarz tej grupy – Robert Hunter – miał teksty do dwóch utworów "Silvio" i "Ugliest Girl in the World".
Jesienią 1987 r. album wyglądał następująco:
1. Let's Stick Together
2. When Did You Leave Heaven?
3. Got Love If You Want It
4. Ninety Miles an Hour (Down a Dead End Street)
5. Sally Sue Brown
6. Ugliest Girl in the World
7. Silvio
8. Importatant Words
9. Shenandoah
10. Rank Strangers to Me

Wkrótce jednak Dylan zdecydował się poprawić drugą stronę i zastąpić "Important Words" Gene’a Vincenta utworem "The Usual" Johna Hiatta (tym z filmu Hearts of Fire). Wytłoczono promocyjne kopie, ale Dylan zrezygnował z "Got Love If You Want It" i "The Usual",  zastępując je odrzuconym z Infidels "Death Is Not the End" oraz "Had a Dream About You Baby".

## Muzycy
- Bob Dylan[a][b][c] – gitara, harmonijka, śpiew (sesje 1–8)
- Eric Clapton – gitara (sesja 1)
- Ron Wood – gitara, gitara basowa (sesja 1)
- Kip Winger – gitara basowa (sesja 1)
- Henry Spinetti – perkusja (sesja 1)
- Beau Hills – instrumenty klawiszowe (sesja 1)
- The New West Horns – instrumenty dęte (sesja 1 - overdubbing)
- Fiona Flanagan" – śpiew towarzyszący (sesja 1)
- Carolyn Dennis – śpiew towarzyszący (sesje 2–7)
- Willie Green – śpiew towarzyszący (sesja 2, 8)
- Bobby King – śpiew towarzyszący (sesja 2, 8)
- Steve Jones – gitara (sesja 2, 8)
- Myron Grombacher – perkusja (sesja 2, 8)
- Paul Simonon – gitara basowa (sesja 2, 8)
- Kevin Savigar – instrumenty klawiszowe (scena 2, 8)
- Madelyn Quebec – śpiew towarzyszący i instrumenty klawiszowe (sesje 3–7)
- James Jameson, Jr. – gitara, gitara basowa (sesje 3–5)
- Raymond Lee Pounds – perkusja (sesja 3–5)
- Jack Sherman" – gitara (sesja 3)
- Dave Alvin – gitara (sesja 4)
- Steve Douglas – saksofon (sesja 4)
- Randy Jackson – gitara basowa (sesja 5)
- Steve Jordan – perkusja (sesja 5)
- Danny Kortchmar – gitara (sesja 5)
- Nathan East – gitara basowa (sesja 5)
- Mike Baird – perkusja (sesja 5)
- Ross Valory – (sesja 5)
- Bill Maxwell – (sesja 5)
- Jerry Garcia – śpiew (sesja 5)
- Bob Weir – śpiew (sesja 5)
- Bret Mydland – śpiew (sesja 5)
- Mitchell Froom – gitara basowa (sesja 5)
- Stephen Shelton – instrumenty klawiszowe, perkusja (sesje 6, 7?)
- Larry Klein – gitara basowa (sesja 6, 7?)
- Clydie King – śpiew towarzyszący
- Mark Knopfler – gitara
- Robbie Shakespeare – gitara basowa
- Sly Dunbar – perkusja
- Alan Clarke – instr. klawiszowe
- Full Force – chórek
- Peggi Blu – śpiew towarzyszący
- Aleksandra Brown – śpiew towarzyszący

## Spis utworów
| 1.  | Let's Stick Together (Wilbert Harrison)                                 | 3:09  |
|     |                                                                         |       |
| 2.  | When Did You Leave Heaven? (Walter Bullock/Richard Whiting)             | 2:15  |
|     |                                                                         |       |
| 3.  | Sally Sue Brown (Arthur June Alexander/Earl Montgomery/Tom Stafford)    | 2:29  |
|     |                                                                         |       |
| 4.  | Death Is Not the End (Bob Dylan)                                        | 5:10  |
|     |                                                                         |       |
| 5.  | Had a Dream About You, Baby (Bob Dylan)                                 | 2:53  |
|     |                                                                         |       |
| 6.  | Ugliest Girl in the World (Bob Dylan/Robert Hunter)                     | 3:32  |
|     |                                                                         |       |
| 7.  | Silvio (Bob Dylan'Robert Hunter)                                        | 3:05  |
|     |                                                                         |       |
| 8.  | Ninety Miles an Hour (Down a Dead End Street) (Hal Blair/Dan Robertson) | 2:56  |
|     |                                                                         |       |
| 9.  | Shenandoah (trad. ar. Bob Dylan)                                        | 3:38  |
|     |                                                                         |       |
| 10. | Rank Strangers to Me (Albert E. Brumley)                                | 2:57  |
|     |                                                                         |       |
|     |                                                                         | 32:04 |
|     |                                                                         |       |

## Odrzucone utwory
1. The Unusal (co najmniej pięć wersji; 2 wersja trafiła do filmu Hearts of Fire i na wersję argentyńską albumu)
2. Raid This Train
3. Had a Dream About You Baby (co najmniej 7 wersji; pierwsza trafiła do filmu Hearts of Fire; piąta trafiła do filmu Hearts of Fire)
4. Old Five and Dimer Like Me (co najmniej trzy wersje)
5. To Fall in Love with You
6. Wood in Steel?
7. Heaven?
8. Shake Your Money?
9. Chain Gang
10. If You Need Me
11. Branded Man
12. Chain Gang
13. If You Need Me
14. Just When I Needed You Most
15. Important Words
16. Ninety Miles an Hour (ta wersja posłużyła do overdubbingu)
17. Making Believe
18. Darkness Before Dawn?
19. When Did You Leave Heaven?
20. Willie and the Hand Jive
21. Twist and Shout
22. Look on Yonder Wall
23. Rollin' and Tumblin'
24. Red Cadillac and a Black Moustache
25. Rock with Me, Baby
26. You Can't Judge a Book by the Cover
27. Tioga Pass?
28. Making Belive
29. Got Love if You Want It (utwór pomyłkowo znalazł się na argentyńskiej wersji albumu, co nie jest nawet uwidocznione na okładce)
30. Important Words
31. Pretty Boy Floyd
32. Almost Endless Sleep?
33. Barefoot In?
34. Rock 'n' Roll Ruby
35. Listen to Me

## Opis albumu
- Producent – Bob Dylan, Beau Hills
- Inżynierowie – Stephen Shelton, Coke Johnson (3)
- Asystenci inżynierów – Mike Kloster, Brian Soucy, Jeff Musel, Jim Preziosi

1. Townhouse Studios, Londyn, Wielka Brytania; 27 i 28 sierpnia 1986 (album 5 (do obróbek); odrzuty 1–5)
2. Sunset Sound Studios, Los Angeles, Kalifornia; 27 marca 1987 (album 3; odrzuty 6–10)
3. Sunset Sound Studios, Los Angeles, Kalifornia; 3 i 11 kwietnia 1987 (album 2, 5; odrzuty 11–21)
4. Sunset Sound Studios, Los Angeles, Kalifornia; kwiecień 1987 (odrzuty 22–25)
5. Sunset Sound Studios, Los Angeles, Kalifornia; kwiecień 1987 (album 6, 7, 9, 10; odrzuty 26–31)
6. Sunset Sound Studios, Los Angeles, Kalifornia; 1 maja 1987 (album 1; odrzuty 32–35)
7. Sunset Sound Studios, Los Angeles, Kalifornia; maj 1987 (album 8)
8. Różne studia (być może w Malibu); maj 1987 (album: ostateczne wersje i overdubbing: 3, 8)

- Miksowanie – Stephen Shelton
- Czas – 32 min 10 s
- Firma nagraniowa – Columbia
- Numer katalogowy – CK 40957
- Data wydania – 31 maja 1988

## Listy przebojów

### Album
| Rok  | Lista                           | Pozycja |
| ---- | ------------------------------- | ------- |
| 1988 | Billboard USA. Albumy popowe    | 61      |
| 1988 | Melody Maker USA. Albumy popowe | 32      |